# Lujo Adamović
Lujo Adamović, född 31 juli 1864  i Rovinj i Österrike-Ungern, död 18 juli 1935 i Dubrovnik i Jugoslavien, var en kroatisk botaniker.
Auktorsnamnet Adamov. kan användas för Lujo Adamović i samband med ett vetenskapligt namn inom botaniken; se Wikipediaartiklar som länkar till auktorsnamnet.